# Aeroportul Internațional Ottawa Macdonald-Cartier
Aeroportul Internațional Ottawa Macdonald-Cartier (IATA: YOW, ICAO: CYOW) este un aeroport din Ontario, Canada ce deservește zona Ottawa. Aeroportul a fost tranzitat în 2022 de 2.992.334 de pasageri. A fost numit după John A. Macdonald⁠(d).
Situat la o altitudine de 114 m, aeroportul dispune de 3 piste.

## Infrastructură

### Piste
Aeroportul dispune de 3 piste: 
- pista 04/22 din asfalt, cu dimensiunile 1.006 m × 23 m
- pista 07/25 din asfalt, cu dimensiunile 2.438 m × 60 m
- pista 14/32 din asfalt, cu dimensiunile 3.050 m × 60 m